# XIV. Gergely pápa
XIV. Gergely (eredeti nevén: Niccolò Sfondrati; Somma Lombardo, 1535. február 11. – Róma, 1591. október 16.) a 229. római pápa 1590-től haláláig.
Az ellenreformáció idején került az egyház élére, amelyre vitathatatlanul erényei és addigi érdemei tették alkalmassá. Gergely megválasztásának hírére sírva fakadt, és nem akarta elfogadni a bíborosok döntését, ugyanis akkor már érezte, hogy egészségi állapota nem fog hosszas pontifikátust engedni. Ez a gyanúja be is igazolódott, és megválasztása után tíz hónappal már a temetésére gyűlhettek össze a kardinálisok. A rövid regnálás miatt Gergelyről igazán nagy horderejű cselekedeteket nem lehet megemlíteni. Reformeszméjű egyházfő volt, akinek uralkodását nagyrészt Navarrai Henrik francia trónkövetelő elleni küzdelmei tettek ki.

## A trónus előtt
1535. február 11-én született Niccolò Sfondrati néven a Lombardiában található Somma Lombardo városkájában. A város akkoriban a Milánói Hercegség területéhez tartozott és a Sfondrati család a milánói társadalom egyik legfelsőbb rétegéhez tartozott. Ezen nincs mit csodálkozni, ha tudjuk, hogy anyja a Milánót uraló Visconti családból származott, bár ő belehalt Niccolò születésébe. A gyermek apja, Francesco Sfondrati Milánó városának egyik szenátora volt, a város egyik legbefolyásosabb emberének tartották. De váratlan megözvegyülése után visszavonult a politikától, és egyházi pályára lépett. 1544-ben III. Pál pápa bíborossá nevezte ki. Apja az egyház szolgálatában nemesi rangjához és vagyonához képest szerényen és visszafogottan élt, és ez az életstílus átragadt Niccolòra is.
Az persze nem is volt kérdéses, hogy a gyermek Niccolò neveltetését az egyházi karrier irányába egyengeti kardinális édesapja. Perugia és Padova egyetemén jogot és teológiát tanult, és tanulmányainak befejeztével rohamléptekkel indult meg felfelé az egyházi ranglétrán. A diplomáján még meg sem száradt a pecsét, máris pappá szentelték, és 1560-ban, huszonöt évesen Cremona püspökének szentelték fel. 1561-63 között részt vett a tridenti zsinat ülésein. És a római kúriánál végzett munkásságát elismerve 1583. december 12-én XIII. Gergely pápa presbiter bíborossá kreálta, címtemploma a Santa Cecilia volt. Bíborosként kiváló kapcsolatba került Borromei Szent Károllyal és Néri Szent Fülöppel is, akik reformeszméikkel és tiszta látásmódjukkal sokat alakítottak Niccolò szemléletén.

## Rövid reformpontifikátus
A tragikusan rövid pápasásot maga mögött hagyó VII. Orbán halála után összeült a konklávé. A pápaválasztó gyűlésen a spanyol bíborosok igyekeztek mindent megtenni azért, hogy a konklávé elhúzódhasson, hogy II. Fülöp spanyol király is időben jelezhesse véleményét a jelöltekről. A krónikák elbeszélése alapján Gaspar de Guzmán spanyol nemes volt a legfőbb összekötő az uralkodó és a konklávé között, és pár hét után ismertette a bíborosi kollégiummal Fülöp listáját az általa támogatott hét kardinálisról. A választás több mint két hónapon keresztül húzódott, és végül az uralkodó listájáról Niccolò Sfondratit választották meg 1590. december 5-én. A ragyogó hírt Montalto bíboros vitte el Niccolònak, akit térden állva imádkozva talált meg, de a bíboros már korántsem találta ezt olyan nagyszerű hírnek. Állítólag amikor a konklávé elé állt megválasztása után zokogni kezdett, és a következőket mondta: "Isten bocsásson meg nektek! Mit tettetek!" Három nappal később a Szent Péter-bazilikában megkoronázták, és ekkor felvette a XIV. Gergely uralkodói nevet.
A reformok és az egyházi fejlődés iránt elkötelezett egyházfők által felvett Gergely névhez XIV. Gergely is hű akart maradni, éppen ezért a pápai palotába való beköltözése után nagy erőkkel akart nekilátni a reformoknak. Azonban életének utolsó tíz hónapja, vagyis pontifikátusának időtartama betegeskedése és gyengesége miatt már korántsem engedte Gergelyt olyan életenergiával és vehemenciával dolgozni, mint ahogyan azt a pápa szerette volna. Orvosai hamarosan epekövet állapítottak meg nála, amely később halálát is okozta. Emellett önéletrajzírói feljegyeztek egy különös személyiségbeli jellemzőt is. Eszerint Gergelyre időnként rátört az önkéntelen kacagás, ami sokkal inkább ijesztő volt, mint vidám. A feljegyzések szerint még koronázási ünnepségén is rátört ez a nevető-roham.

Trónra lépésekor Franciaországban javában zajlottak a Szent Bertalan éjszakáját követő úgynevezett francia vallásháborúk. Ennek nem kisebb tétje volt, mint a francia trón katolikus vagy protestáns kézbe kerülése. A váratlan események akkor vettek háborús fordulatot, amikor a nyugodt Bourbon-ház öröklési rendjébe beleszólt a halál. A francia trónörökös meghalt, és helyét a száli törvény alapján Henrik, Navarra uralkodója foglalhatta volna el. A hiba ott leledzett, hogy Henrik protestáns volt, ami ellen a francia nemesek java része, a pápa és II. Fülöp is harcra készen állt. Persze Henrik már V. Sixtusnak is megígérte, hogy felveszi a katolikus hitet, de a kitartó ígérgetés mellett a jogos trónörökös csatát csata után nyert meg. A pápaság türelme pedig XIV. Gergely uralma alatt elfogyott. 1591. március 1-jén Gergely kiközösítette Henriket, és csatlakozott a Katolikus Ligához. Unokaöccse, Ercole Sfondrati vezetésével pápai seregeket indított a liga megsegítésére, és havi 15 ezer scudót küldött Párizsba a katolikusoknak. A pápa háborúba lépése a spanyol uralkodó és bíborosainak nyomására is öltött ekkora méreteket.
Gergely rövid uralkodása alatt öt bíborost nevezett ki. Köztük találjuk a pápa unokaöccsét és egyben államtitkárát, Paolo Emilio Sfondratit is. Emellett az egyházfő hosszasan győzködte régi barátját, Néri Szent Fülöpöt is, hogy fogadja el a bíborosi kinevezést, de Fülöp elutasította a bíbor kalapot. 1591. március 21-én kiadott Cogit nos kezdetű bullájában megtiltotta a fogadások kötését a konklávé kimenetelére, a pápa pontifikátusának időtartamára és a bíborosok kinevezésére. Április 18-án kiadott egy dekrétumot, amelyben megtiltotta a Fülöp-szigeteket elfoglaló spanyol hódítóknak, hogy a szigeteken élőket rabszolgaságba vessék. Ennek az ítéletnek a humánusságát kicsit beárnyékolja az a tény, hogy ekkor Afrika fekete bőrű lakosságát már nagy részben rabszolgaként alkalmazták Európában, ezellen mégsem hozott semmiféle döntést. Gergely elrendelte a sixtusi-Biblia, a Vulgata átírását, de annak újbóli kiadására már nem kerülhetett sor korai halála miatt.

## Művei
- Documenta Catholica Omnia (latin nyelven). Cooperatorum Veritatis Societas. (Hozzáférés: 2011. december 6.)